# Ole Berntsen
Ole Valdemar Henrik Berntsen (Gentofte, 22 de janeiro de 1915 — 26 de maio de 1996) foi um velejador dinamarquês, campeão olímpico. Ele competiu nos Jogos Olímpicos de Verão de 1964 na classe Dragon e conquistou a medalha de ouro, ao lado de Christian von Bülow e Ole Poulsen. Anteriormente, por esta mesma classe, Berntsen conseguiu a prata nos Jogos de 1956 com von Bülow e Cyril Andresen e o bronze nos Jogos de 1948 com William Berntsen e Klaus Baess.
Em 1965, Ole Berntsen também se tornou campeão mundial de kitesurf em Sandhamn. Também conquistou a Copa Ouro no kite cinco vezes: 1949, 1954, 1957, 1960 e 1962.